# Meta dvojni girorombiikozidodekaeder
| Meta dvojni giro rombiikozidodekaeder | Meta dvojni giro rombiikozidodekaeder                     |
| ------------------------------------- | --------------------------------------------------------- |
|                                       |                                                           |
| Vrsta                                 | Johnsonovo telo J73-J74-J75                               |
| Stranske ploskve                      | 4x2+3x4 trikotnikov 2+2x2+6x4 kvadratov 4x2+4 petkotnikov |
| Oglišča                               | 60                                                        |
| Robovi                                | 120                                                       |
| Konfiguracija oglišča                 | 5.4(3.42.5) 4x2+8x4(3.4.5.4)                              |
| Grupa simetrije                       | C2v                                                       |
| Dualni polieder                       | -                                                         |
| Lastnosti                             | konveksen                                                 |
| mreža telesa                          |                                                           |

Meta dvojni giro rombiikozidodekaeder je eno izmed Johnsonovih teles (J74). Dobimo ga iz rombiikozidodekaedra, ki ima dve nenasprotni petstrani kupoli, ki sta zavrteni za 36º.
V letu 1966 je Norman Johnson (rojen 1930) imenoval in opisal 92 teles, ki jih sedaj imenujemo Johnsonova telesa.